# Kōka
Kōka (甲賀市?, Kōka-shi) è una città giapponese della prefettura di Shiga.

## Storia
La provincia di Koka, assieme a quella di Iga, diede i natali, nel Giappone feudale, ad una serie di guerrieri esperti in tecniche di spionaggio, guerriglia e infiltrazione, chiamati "shinobi no mono", oggi comunemente noti come ninja. Questi soldati svolsero un importante ruolo nelle guerre intestine del Giappone medievale, differenziandosi dall'altra importante casta militare del paese del sol levante: i samurai. Dovendo difatti attenersi a un rigido codice d'onore chiamato bushido, quest'ultimi non utilizzavano tattiche, considerate subdole ed infime, che erano invece proprie dei ninja. Fu proprio per questo, che gli shinobi vennero adoperati in scenari militari dove l'azione furtiva e l'assassinio, necessitavano di guerrieri abili e preparati, non vincolati ad un codice d'onore. Inoltre i ninja, a differenza dei samurai, molto spesso non dipendevano stabilmente da un jito o dallo stesso shōgun, ma erano dei mercenari pronti ad offrire i propri servigi al miglior offerente (mentre un samurai che perdeva il proprio signore, diveniva un ronin, cioè un samurai errante; si veda la vicenda dei quarantasette ronin).